# روبرتو بورل مارکس
روبرتو بورل مارکس (انگلیسی: Roberto Burle Marx؛ august ۴, ۱۹۰۹ – ۴ ژوئن ۱۹۹۴ (۸۴ ساله)) یک گیاه‌شناس، نقاش، و معمار اهل برزیل بود.
وی به عنوان یکی از معماران سبک بین‌المللی شناخته می‌شود.